# 瞄准镜

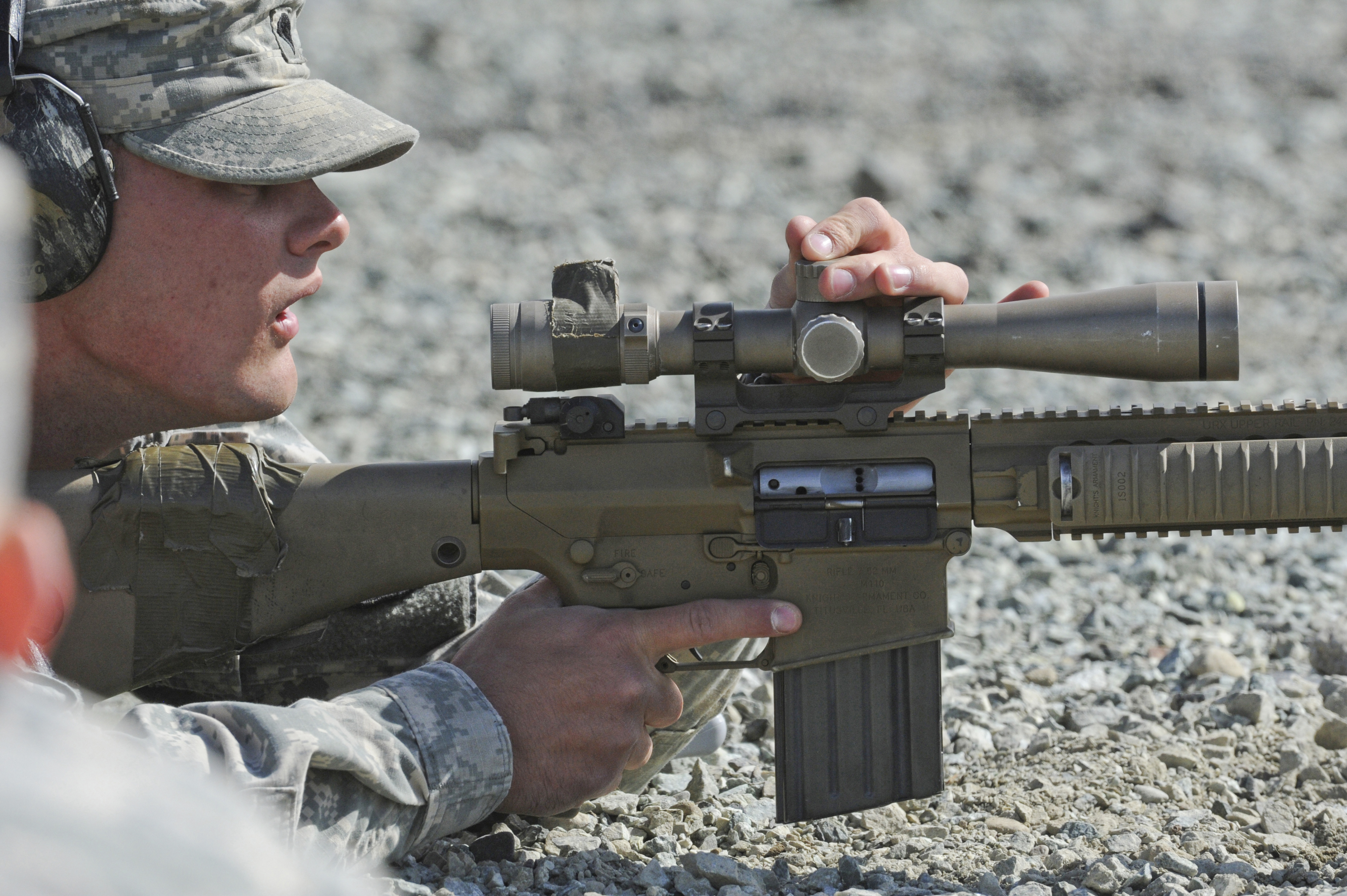
狙击任務中美国陆军M110 SASS上装备的瞄准镜

望远镜式瞄具（英語：telescopic sight）或稱瞄准镜、照準鏡、准镜，在中国大陆也称白光瞄准镜，是一类基于折射望远镜原理的光学瞄具。瞄准镜可用于各种需要精确观瞄的系统，但与其它形式的瞄具如机械瞄具、红点镜和激光瞄准器等一样，最常见的还是在单兵轻武器尤其是步枪上使用，因此也称步枪镜（riflescope）。瞄准镜的光学系统通常在合适位置配备有标线（reticle），能够在放大目标图像的基础上给使用者提供精确的瞄准参照，其光学部分可结合其它光电技术成为在低光和夜视情况下使用。近年来，结合了增强现实和虚拟现实技术、甚至能无线通信和数据共享的“智能”瞄准镜（smart scope）也开始被推向市场，加強單兵作戰能力。
早期的瞄准镜是用镜环通过螺钉直接固定在机匣上，后来则部分使用夹钳设计固定在倒楔形（“燕尾”式）的导轨上，让瞄具的安裝和使用更方便。二战结束后，六边形截面的韦弗式导轨出现并逐渐在民用市场普及。1990年代早期，美国陆军部下令将韦弗式导轨标准化，皮卡汀尼导轨因而出現并在1995年成为北约军用标准，之后在2009年被公制化改进的北约附件导轨取代。目前各国军队的新型制式步枪几乎都能搭载光学瞄准镜，但因瞄准镜價格高，普及程度就各有差異。

## 历史

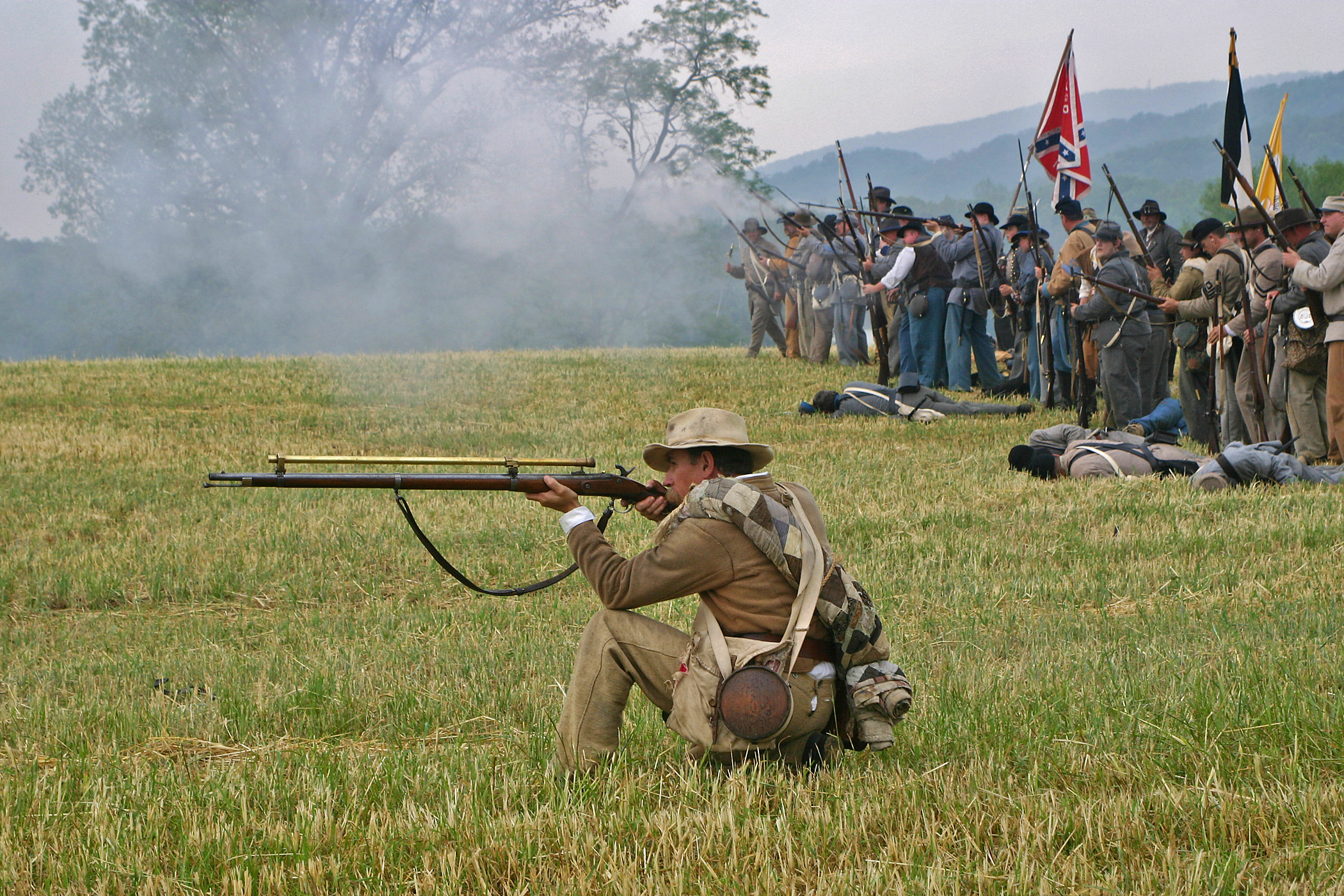
南北战争时期南军神射手使用的Malcolm Hi-Lux 6×瞄准镜

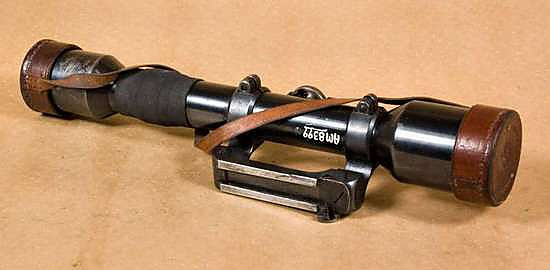
二战时期瑞典m/1941狙击步枪上装配的德制ZF Ajack 4×90瞄准镜

用光学仪器协助射手瞄准枪械的试验其实最早在17世纪早期就开始了，并且之后两个世纪内出现过许多设计，但因为当时的技术水平这些瞄具的性能十分有限，基本上从来就没有用于过实践。随着文艺复兴时期玻璃镜片制造技术的不断进步，利用光学折射原理进行放大观测的复杂光学仪器开始出现，比如16世纪末发明的光学显微镜。1608年，最早的折射望远镜由三个荷兰眼镜技师发明，并在之后三年内先后被伽利略和开普勒两人进行了设计上的改进。而18世纪上葉消色差透镜的发明，使得便携尺寸的望远镜开始出现。因为望远镜能让人观测到肉眼很难看清的远处目标，因此被广泛用于天文、航海和战场侦查观测上。随着线膛枪的发明，火器的精度和有效射程不断上升，因而用望远镜辅助枪械进行远程观瞄的需求也越来越高。
真正意义上的枪械瞄准镜是于1835至1840年间发明的。根据1844年出版的《The Improved American Rifle》一书记载，旅美英国工程师约翰·R·查普曼（John Radcliffe Chapman，1815～1899）和当时著名的美国枪匠摩根·詹姆斯（Morgan James，1815～1878）两人合作设计发明了被称为“查普曼-詹姆斯瞄具”（Chapman-James sight）的望远镜式瞄具。1855年，纽约工程师威廉·马尔科姆（William Malcolm，1823～1890）将瞄准镜的设计改进并商业化，使用了望远镜所用消色差透镜，增加了风偏修正和仰角修正。这些瞄具的放大倍数在3至20之间（也许更高）。马尔科姆公司设计的6倍放大瞄准镜（当时称为Hi-Lux型）和其它相似规格的瞄准镜——比如同时期佛蒙特州珠宝商L. M. Amidon生产的瞄准镜，以及同时期的大卫森（Davidson）和帕克黑尔（Parker Hale）瞄准镜——早在南北战争中就成为精确射手步枪上的常见配具。
1880年，奥地利施特龙斯多夫的皇家林业委员August Fiedler发明了早期的小型化望远瞄准镜。之后长适眼距的瞄准镜开始出现，比如二战时期德国Kar98k步枪上的Zf-41瞄准镜。最早用于实战的便携式低光/夜视瞄准镜是二战时期德意志国防军配备StG44突击步枪使用的Zielgerät 1229“吸血鬼”瞄准镜，从1944年一直服役至二战结束。

## 种类

### 固定倍数

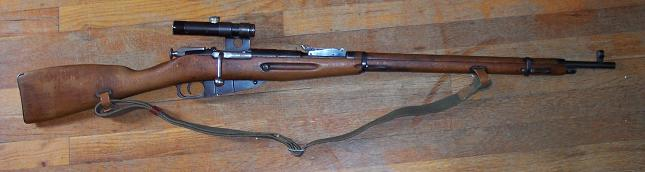
装配了3.5倍PU瞄准镜的匈牙利M/52步枪

最先出现的瞄准镜本质上就是改进的老式折射望远镜，只有固定不变的放大倍数。这类瞄准镜完全使用后焦平面（第二焦平面）的标线设计，结构相对简单也更加耐用。在20世纪中叶之前几乎所有的军用和狩猎用瞄准镜都是10×以下的固定倍数，但现今除了狩猎之外只有极少数型号（比如美国海军的SWFA 10×42 SS）还在军队服役。

### 可变倍数

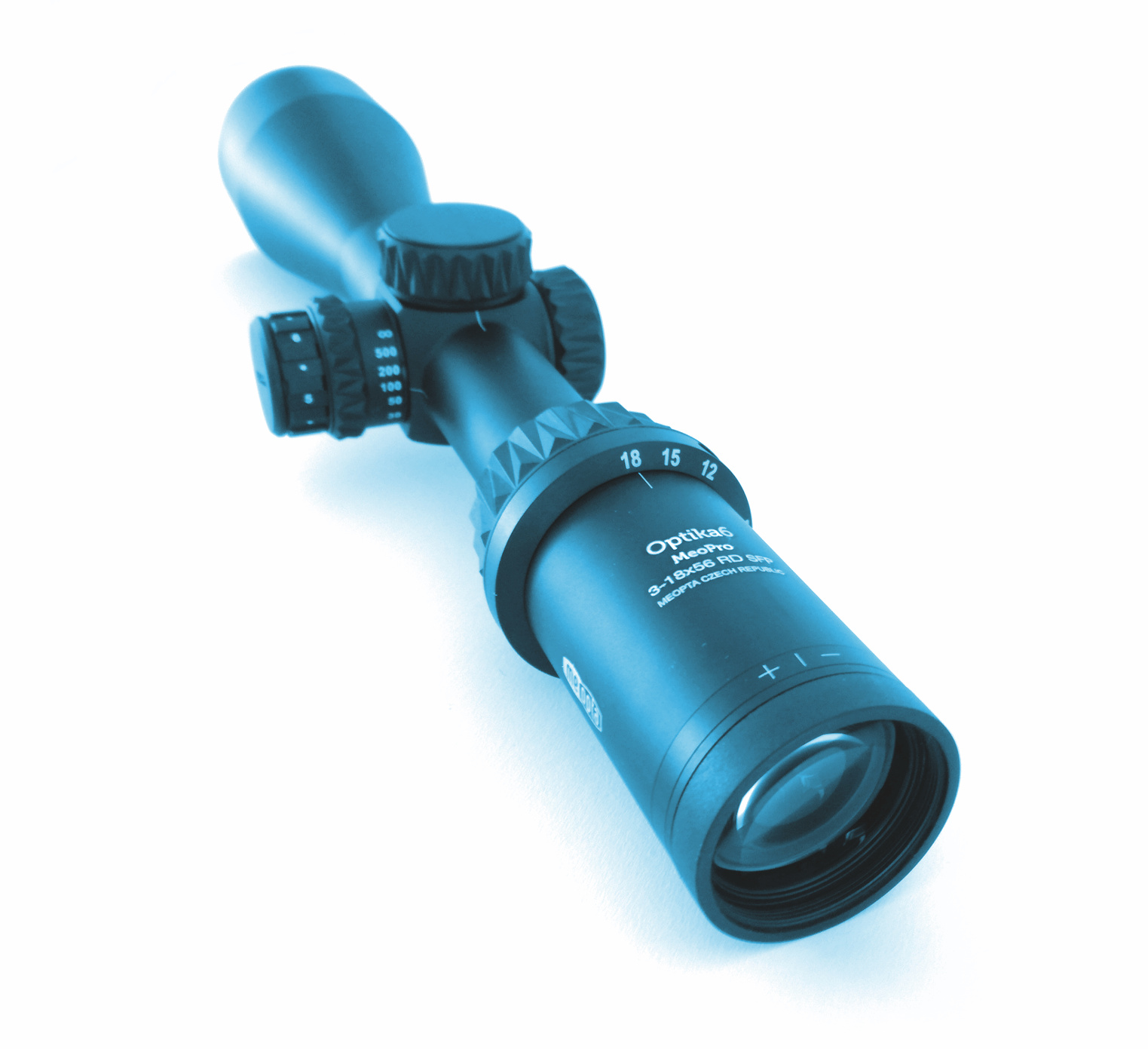
Meopta Optika6 3-18x56瞄准镜的放大倍数调节环

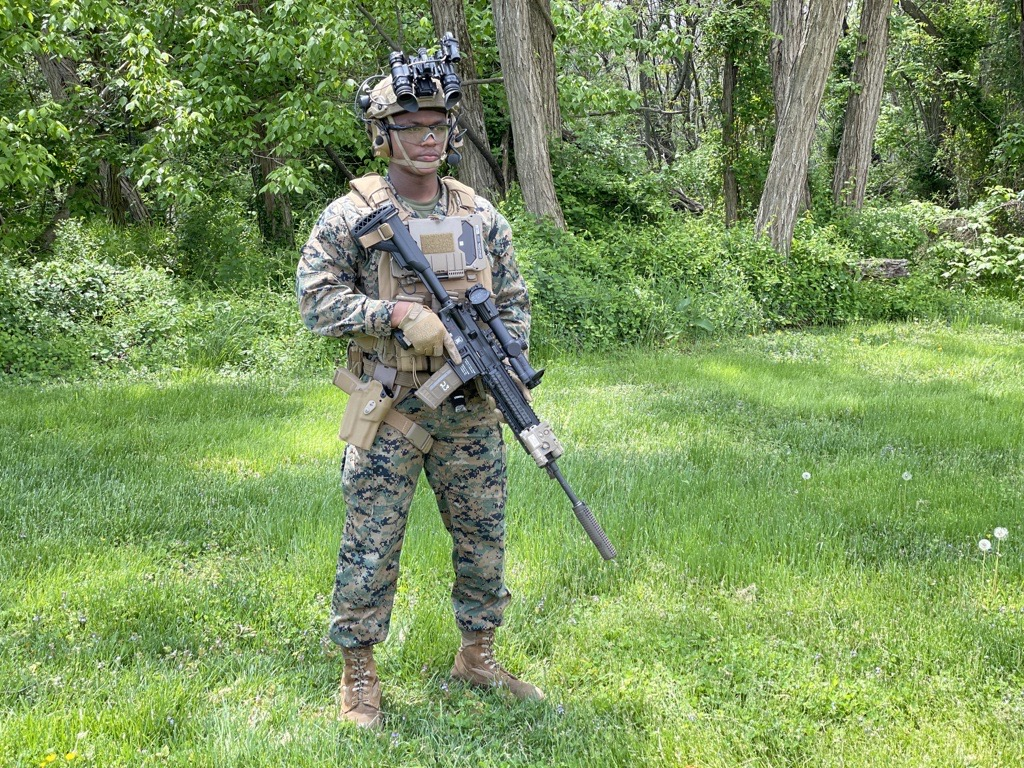
装配在M27步枪上的Trijicon VCOG 1-6×24

可以变换放大倍数的瞄准镜使用目镜前方的一个纵轴拨环来改变放大镜组（magnifier group）的位置，因此达到能改变与物镜之间焦比的效果。这种功能的优点是可以适应不同观察需求的使用情况，比如用低倍数的宽视野进行笼统的目标搜索，然后调节到高倍数来观察目标细节；缺点是因为内部活动部件更多，做工质量更容易出瑕疵，在恶劣环境下的耐用性也不如固定倍数的瞄准镜。
因为放大镜组所在的位置通常在正像镜组（erector lens group）和第二焦平面之间，如果标线是设在第一焦平面的位置，则变换倍数时目标图像会和标线一起变化；但如果标线设在第二焦平面，变换倍数时则会出现图像变但标线不变的情况。如果使用的是有角度测量功能的标线，那么标线的刻度只在指定的一个倍数（通常是最大倍数）才会准确，其它倍数下必须使用数学公式进行校准。许多制造商为了方便用户计算，通常会设计刻度在10×倍数时准确的标线。

#### 低倍可变式
近年来，为了更好应对巷战和特种作战中对兼顾近战速射和中/远程观测以及精确射击能力的需求，一些低放大倍数范围的瞄准镜开始被市场所青睐。这类低倍可变式光瞄（low-power variable optics，简称LPVO）的最低倍数只有1×，在近战时不会牺牲周边视野，可以当成反射/全息瞄具一样使用；在远距离时可以迅速调节到更高倍数（早期最高是4×，后期常见的是6×和8×，甚至10×）帮助搜索、观测和瞄准目标。因为放大倍数范围较低，LVPO对采光量的要求并不是很高，因此许多型号的物镜并不需要特别加宽，常常与镜管尺寸相同，使得整个镜体前部呈“直筒”状而不是普通瞄准镜常见的“茶杯”状。

### 棱镜式

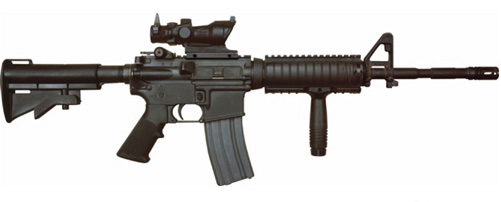
装有Trijicon ACOG四倍镜的M4A1 SOPMOD

传统的瞄准镜使用中继透镜作为正像镜组来保证目镜传出的图像不是倒置的。这种设计的路是直线的，优点是可以达到的光学性能上限很高，但缺点是长度和重量通常都很大。近几十年内开始推广的一种新式瞄准镜则使用袖珍单筒/双筒望远镜和观瞄镜中常常使用的屋顶棱镜设计，将直线的光路改为在棱镜内多次全内反射后在传到目镜上。这类棱镜式瞄准镜（prismatic scope）或“棱镜瞄”（prism sight）的标线是蚀刻在棱镜壁上的，并可以通过在棱镜外侧设置光源来达到标线照明作用。棱镜瞄准镜可以像其它瞄准镜一样调整目镜的聚焦来校正使用者的近视、远视和散光，尺寸和重量都比传统的瞄准镜小得多，但能够获得的放大倍数十分有限（不超过5×），而且通常没有任何视差调节的功能。绝大部分棱镜瞄准镜都是固定放大倍数的（通常是3×或4×），主要用在突击步枪上使用，因为短程/中程射击并不需要视差修正和很高的放大倍数也能保障命中率。
现役最著名的棱镜瞄准镜是美国Trijicon公司生产的“先进战斗光学瞄准镜”（ACOG），在反恐战争中被美国陆军、海陆和SOCOM的轻步兵广泛使用。加拿大陆军则使用ELCAN公司生产的棱镜瞄准镜，其中Specter DR/TR系列有一个专利设计可以允许用扳杆在1-4×或1-3-9×之间进行可变放大。在进入2010年代之后，许多其它枪械瞄准镜制造商（比如Vortex和Primary Arms）也开始在民用市场上推出了自己设计的棱镜瞄准镜。中国人民解放军在2019年10月1日的建国70年阅兵式上也展示了配装QBZ-191自动步枪的QMK152棱镜瞄准镜。

### 數位式
在进入21世纪后，一些厂商开始尝试着将光电工程技术和信息技术融入到瞄准镜设计之中。比较初级的改进就是将HUD显示叠加在光学图像上形成增强现实的效果，主要是将一些外部设备（比如激光测距仪、风速计和弹道计算器）采集的数据在不打断瞄准的情况下直接以视觉形式提供给射手，一些型号（比如SIG Sauer的BDX系列）还可以利用无线通讯技术（比如蓝牙）在不同射手的装备之间进行即时的信息共享。
另一些新型的瞄准镜（比如ATN的X-Sight系列和Pulsar的Digex C50）则直接采用虚拟现实技术，将物镜收集的光学图像通过图像传感器转化为数字化信号经过图形处理器进行信息介入后再重新在目镜中成像，与其说是瞄准镜倒不如说是一种瞄准镜形态的数码相机。因为不需要维持从物镜到目镜的光路完整，这类新式瞄准镜完全不需要任何正像镜组和相应的调节机械，只需在镜管内容纳微处理器芯片和集成电路，并且完全没有校正视差的需要（因为标线完全是虚拟的），但其图像清晰度受限于传感器感光度、杂讯处理能力和目镜内平板显示器的分辨率，在现有技术下视觉清晰度仍逊色于传统的光学瞄准镜。这种全数字化瞄准镜的真正潜力在于其数码摄影和图像处理的智能化，可以使用数字化滤镜功能主动适应不同光线条件（包括低光和夜视），还可将激光测距仪和弹道计算器的功能直接融入到瞄准镜设计之中并即时提供所需的弹道校准信息。同时，数字化瞄准镜还可以将射手观察到的事物以录影形式存储，并用无线通讯技术即时共享给周边移动设备的APP上，使得他人也可以随时同步观察目标。

## 规格
望远镜式瞄具的规格通常用光学放大倍数和物镜直径两组参数来形容，比如“10×50”就代表了10倍放大、50（2.0英寸）的物镜直径。一般来说，大的物镜由于能收集更多的光线，能提供长的适眼距，因此目镜的图像更为清晰。固定放大倍数的瞄准镜需要根据具体需求决定放大倍数和物镜直径。
有些瞄准镜则具有可变倍率的功能，可以应对不同距离、目标和光线条件下的观瞄需求。比如低倍数放大具有更广的视野。可变倍率瞄准镜的型号表示为：最低倍数-最高倍数×物镜直径，比如“3-9×40”代表着可在3～9倍之间变换的40毫米物镜直径的瞄准镜。
让人容易糊涂的是，历史上德国（以及其他欧洲国家）的老式瞄准镜曾使用另一套描述系统来形容规格。第二段数字不表示物镜直径，而表示“采光度”。比如一款“4×81”的瞄准镜的图像要比“2.5×70”明亮。但是物镜直径对图像亮度没有绝对的直接联系，因为亮度也可以受放大倍数影响。早期的瞄准镜物镜也通常比现代瞄准镜要小，“4×81”的物镜直径大约是36毫米，“2.5×70”则是大约21毫米。采光度等于出瞳直径的平方，出瞳直径等于物镜直径除以放大倍数，比如4倍放大的36毫米物镜的采光度就是(36/4)2=81，也就是“4×81”。

### 主镜管
不同的瞄准镜有着不同的主筒尺寸、材料、制造工艺和表面加工。镜管的外直径通常在19（.75英寸）至40（1.57英寸）之间，但现今市面上最常见的是25.4（1英寸）和30（1.2英寸）两种，而一些用于远程精确射击的高端型号则是34（1.3英寸）。镜管的内直径影响了光线可以通过的面积、镜片等部件可安装的体积，以及仰角和风偏调节的极限。用来做长距离或低光环境下观瞄的瞄准镜通常拥有更粗的镜管。同时更大的镜管直径还可以在不牺牲内部空间的情况下增加管壁厚度，增加整个镜体的耐用性。

### 光学参数
因为瞄准镜通常是根据用途来制定设计指标的，因此经常会迎合一些专业的光学参数， 比如：
- 放大倍数（magnification）：物镜与目镜的焦距比。10倍的放大倍数所产生的图像相当于缩短目标距离10倍后观察到的图像。放大倍数应根据使用目的决定：小倍数具有宽视野，且受震动影响小，但不利于观察目标细节；高倍数放大的图像分辨率很高，但视野较窄且对稳定性的要求高。
- 物镜直径（objective lens diameter）：物镜的直径决定的了瞄准镜的采光量，也就是目镜图像的明亮度。物镜直径通常以毫米为单位来测量。
- 视野（field of view）： 瞄准镜的视野由其光学设计决定。常用的表达形式为长度比（每100米/110码能看到多少米/英尺宽度的范围）或者视角度值。
- 出瞳直径（exit pupil）：光线经过目镜汇聚后，在目镜后形成的亮斑的直径。瞄准镜内部的镜片和光阑会将收集到的光过滤集中到一道光束上，这就是出瞳光。出瞳光束的直径相当于物镜直径除以放大倍数。因为任何从目镜汇聚放射出的光线必须经过人眼的瞳孔后进入视网膜成像，因此为了能最有效的让人看到最明亮清晰的图像，出瞳直径应该等于人类瞳孔的直径（白天大约为3毫米，夜晚最大可达7毫米左右）。越大的出瞳直径，给人感觉成像的亮度也越大。大于瞳孔直径的出瞳直径会导致光束周边多余的光线都被虹膜阻拦而被“浪费”掉；而如果出瞳直径小于瞳孔直径或仅部分出射光被瞳孔接收，则会产生晕影现象使得有效视野缩水，大大增加观瞄的难度。另外，较小的出瞳直径意味着眼睛必须在目镜后方确切的位置，这不仅使得瞄准速度下降，更会使射手感到疲惫。因此，绝大多数使用者在选择瞄准镜时都会考虑选用稍微大于瞳孔直径的出瞳直径。
- 适眼距（eye relief）：能在避免晕影清楚看见影像的情况下眼睛与目镜间所允许的最大距离，目镜焦距越长，适眼距越长。常见的望远镜的适眼距可以在25（0.98英寸）到100（3.9英寸）以上。枪械上所用的瞄准镜通常为了避免观瞄时稳定困难或者目镜因为后坐力而磕碰使用者的脸和眼睛，都会采用较长的适眼距。手枪或一些特殊设计的枪械，比如侦查步枪（scout rifle （页面存档备份，存于），比较著名的例子是斯泰尔斥候步枪），甚至会使用150（5.9英寸）以上的长适眼距（long eye relief，简称LER）瞄准镜。戴眼镜者由于眼睛与目镜距离更长，因此有可能需要长适眼距的瞄具。

### 抗震指标
不同结构指标的瞄准镜可以承受不同强度的震动，因此会影响可以配备枪械的选项。绝大多数市面上的普通瞄准镜基本上都可以承受全威力步枪弹产生的后坐力，但可能会应对不了加量装药的手装弹和麦格农弹，因此在使用时必须认准其设计上的抗震指标（shockproof rating），否则会因为内部零件受震松动而产生故障甚至损坏。
而最反直觉的是，在瞄准镜中对抗震指标要求最高的其实是专用在弹簧气枪上的瞄准镜，原因是弹簧气枪的工作原理会在很短时间内产生前后两股坐力，而绝大部分瞄准镜在设计时只考虑了承受向后的单向坐力。因此在使用弹簧气枪时，特别要注意厂方是否声明了镜体是“airgun-rated”，否则会出现内部结构（特别是正像镜组的复位弹簧）在瞬间双向震动下松动错位因而导致瞄准镜失靈的情况。

### 防雾功能
在低温条件下，瞄准镜内部可能存在的水蒸气可能会凝结并附着在镜片内侧造成霜雾，从而遮挡射手的视线。为了应对这种情况，大部分瞄准镜在生产环节中会在封闭镜体时向镜内注入惰性气体，来驱逐可能残留在镜内的潮气。最常见的注入气体是氮气，但是一些生产商也会使用分子直径更大（因此也更不容易漏出消耗掉）的氩气。

## 标线

各种类别的标线

标线（reticle）也称分划线（graticule，英国叫法），是瞄准镜上最重要的部分之一，因为它直接为使用者提供了可靠一致的目测参照物。瞄准镜的标线种类很多，从最简单的十字线到可以用来准确估算目标距离、补算子弹下坠和风偏的复杂标尺。利用标线，射手可以校正瞄准角度，也可以估算目标物体的距离和大小。
从制造工艺上来说，瞄准镜的标线主要有丝线式标线（wire reticle）和蚀刻式标线（etched reticle）两种。丝线式标线是最老的款式，由金属丝或布丝制成，通常安装在镜筒内合适的位置；蚀刻式标线则是将标线图案直接刻画到镜内的光学部件之中，与瞄准镜的光学系统成为一体。如果加以背景照明，丝线式标线通常会反射一部分照明光，因此不会保持完全黑暗的高对比度；蚀刻式标线则会在背景照明下保持完全黑暗，因此蚀刻式标线更佳。蚀刻式标线还可以提供更加灵活的图案设计，一些制造商甚至提供客户自己设计的特制图案。在高端型号和价码的瞄准镜中，通常是蚀刻式标线一统天下，但是丝线式标线仍然在低端价格的瞄准镜中占有一席之地。

### 图案种类

#### 尖头柱

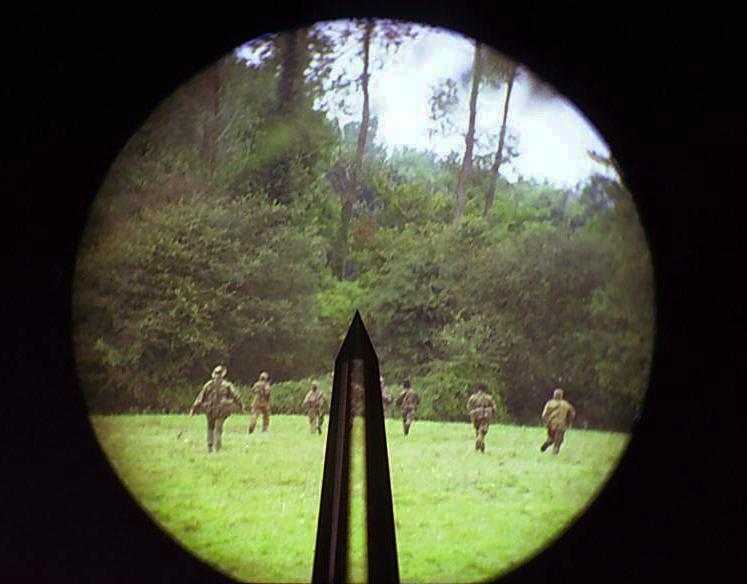
SUSAT瞄准镜中的“方尖碑”标线

最简单最原始的一种瞄准镜标线实际上就是一条从底部延伸到中心的尖头粗线，用来模拟机械瞄具中常常使用的柱状准星。这种尖头柱标线在早期是由真正的金属细棍制成，但是后期则是直接蚀刻在玻璃里，并且可能配以水平轴帮助射手瞄准。这种标线的瞄准镜在第二次世界大战时曾被德军狙击手普遍使用，因此也称为“德式1号”（German #1）标线。在二战后，英国陆军的FN FAL、L7、SA80和L108A1等轻武器上也装备了SUIT和SUSAT等使用尖柱标线的瞄准镜，这些瞄准镜也被澳大利亚、新西兰、西班牙、瑞典、喀麦隆和阿曼等国的陆军所使用。
现代一些型号的瞄准镜里则只在中央位置刻画一个较粗的“∧”（俗称chevron，通常是红色）作为指向中心的“箭头”，将从底到中的粗线完全取消以便省出空间刻画其它标线图案。一些专心设计的标线（比如Primary Arms的ACSS系列标线）甚至会利用“∧”字符本身的高度和宽度作为简易刻度来辅助校正仰角和风偏。

#### 十字线

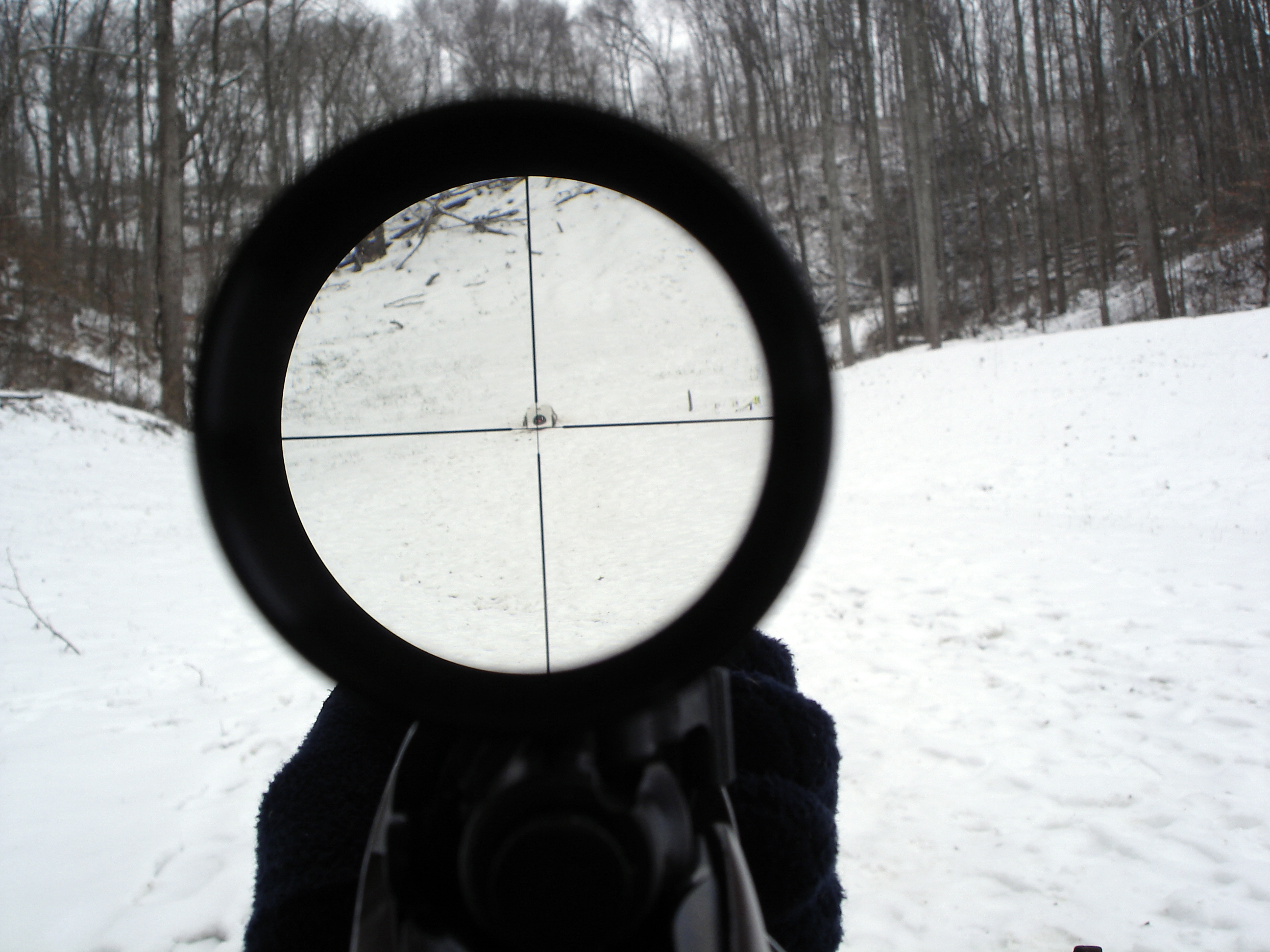
重叠十字线

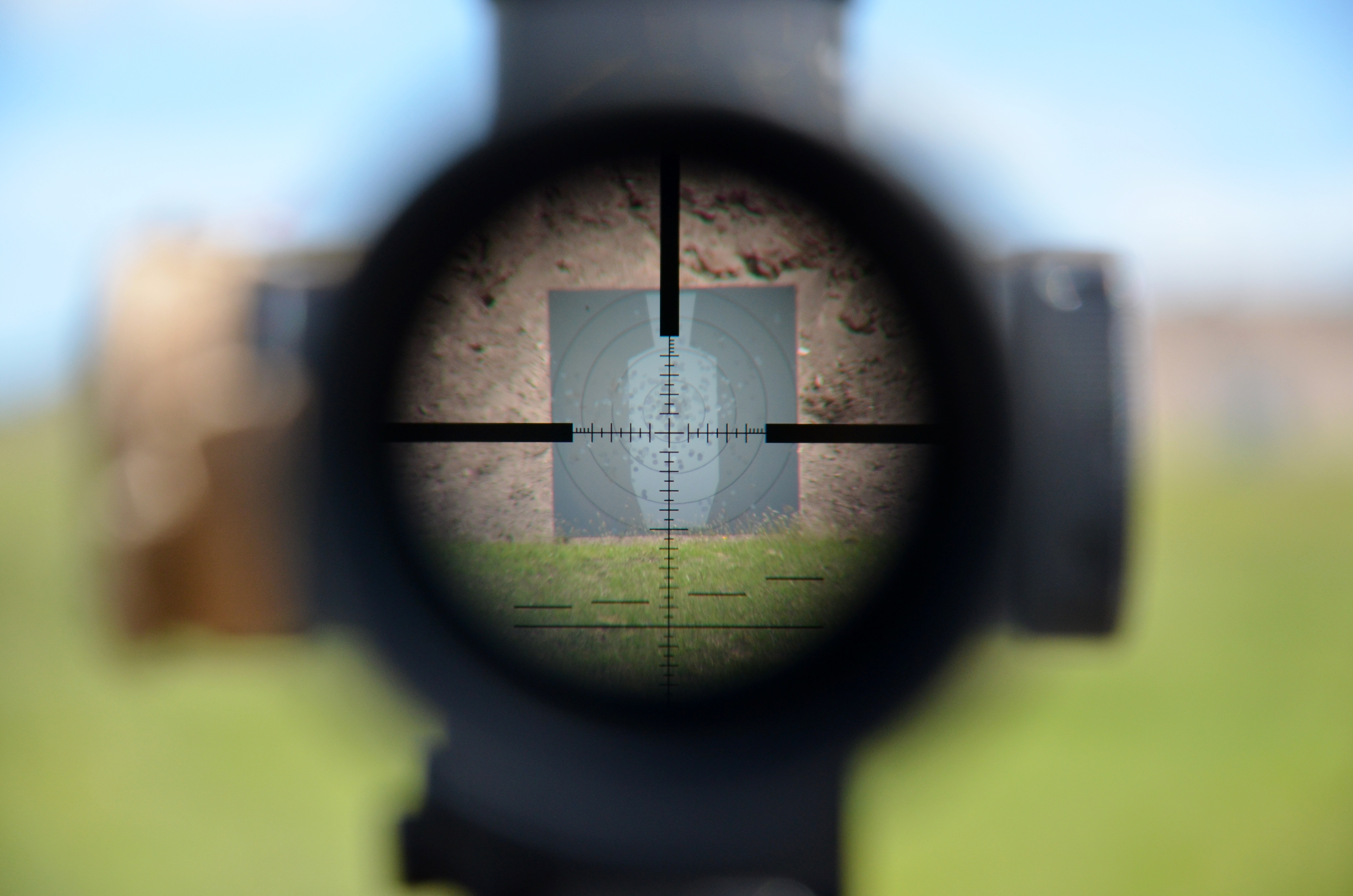
密位刻度标线

另一种简单也原始的标线是十字线（crosshair），使用两条分别代表水平轴和垂直轴的交叉线来提供瞄准参照。十字线最初是由天然的毛发（其英文名称的来源）、丝线甚至蜘蛛丝制造，现今通常使用可以塑形调整宽度的金属丝或复合材料来制造，或者使用蚀刻在镜片内的墨线。绝大多数现代瞄准镜标线其实都是从十字线基础上衍生出来的设计。
十字线简单廉价、耐用可靠，适合用来瞄准高对比度的简单目标，但是在较细的十字线在复杂背景前会发生看不清的问题。较粗的十字线通常不会失落在复杂背景中，但是会更加遮挡目标图像，并且没有细十字线的精度高。因为这个原因，现代十字线设计通常会使用两种方案来应对：一种是目标点（target dot）或圈标线（circle reticle），也就是在较细的十字线的中心设置一个相对较粗的准心，或在准心周围设置一个同心圆圈，这样即使看不清十字线也有瞄准参照；另一种是重叠十字线（duplex crosshair），也就是使用较粗的十字线但在接近中央的区域改为较细（如同粗细两条线叠加起来一样）来追求精确，而且即使看不清准心也可以用周围的粗线迅速目测到正中位置。
一些重叠十字线还可以用来估算距离，比如“30/30标线”就是在（4倍放大的情况下）细十字线的宽度和高度都是30角分，这样使用者就能以此为参考估算目标周围的距离。相似的例子还有洛伊波尔德制造的16角分重叠十字线，在180米距离时视野中心相对的两条粗线端点的距离为大约83.8厘米；若已知物体大小约为40厘米，在瞄具中的图像占据了端点至端点的空间，那么物体大约在90米的距离外，这样射手就可以补充子弹下坠（通过距离估算）以及补充风偏影响（通过风速仪或旗帜等物品估算）。当然需要注意的是在山坡上射击时有时需要刻意举高或举低，修正时需要知道山坡的斜率。而且单纯依靠没有刻度的十字线去估算弹道，误差会很大，特别是在远距离瞄准时。

#### 密位式标线

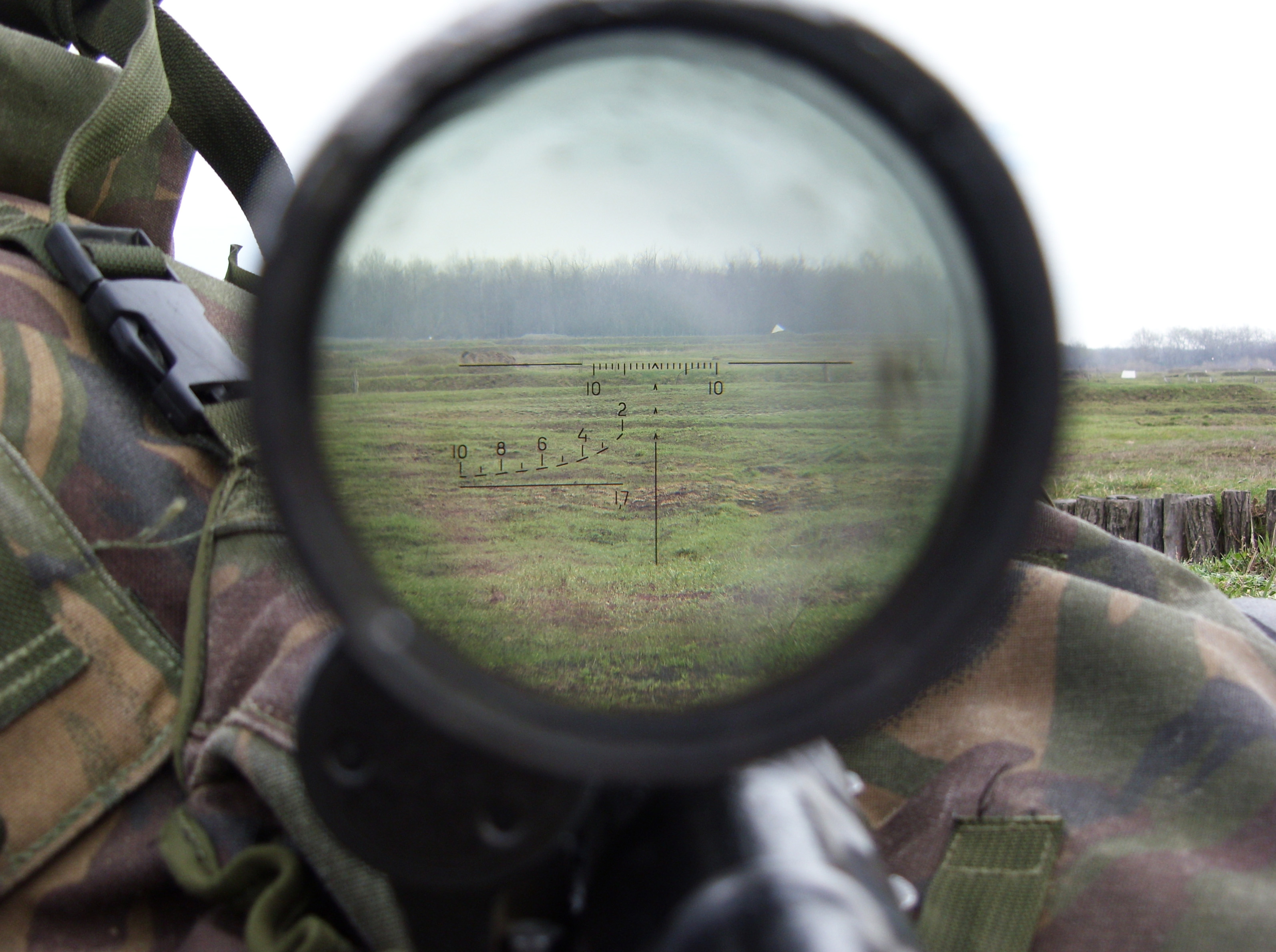
俄制PSO-1瞄准镜的标线

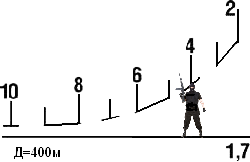
PSO-1标线左下角可以用来估算一个170厘米高目标的距离的标尺

许多现代瞄准镜标线在设计上都可以根据对角（subtension）比例画有刻度，利用基线测距（stadiametric rangefinding，通俗简称“milling”）原理来估算目标距离，或通过已知距离来估算物体的大小，其中最有名也是最受欢迎的设计就是密位式标线（milling reticle）。而最常见的是密位点标线（mil-dot reticle），也就是在十字线的基础上于距离准心每毫弧度（即“密位”mil）的间隔位置上布有一个小点让使用者可以在已知目标尺寸的基础上利用密位值反向估算出大概精确的距离，并且用来补算子弹的下坠和风偏度。在北约国家的军方和警方中已经广泛使用密位点及其类似的密位刻度标线（mil-hash reticle），并且统一使用手动调整值为0.1密位的瞄准镜，同时狙击小组中观测手与射击手之间的计算通话也以密位为单位标准。
利用密位点估算距离的数学公式是“目标距离＝目标长度或宽度÷目视密位值×1000”，一个尺寸为1米的物体在1000米距离上恰好是占有1密位。举个例子，如果使用者在瞄准镜中看到一个高度为1.8米的物体占了3密位的高度，那么目标距离就是1.8米÷3×1000＝600米。
与密位式标线相似的是角分式标线（MOA reticle），也就是在距离准心每个角分的间隔位置上布有一个小点或刻度，在几何学原理上和密位式完全相同的，唯一的差别是刻度间距的标准不同。角分式标线在北美的民用市场比较常见，原因是一角分在100码距离上大致等于1英寸（其实是π÷3≈1.047英寸），相比起通常用于计算公制单位的密位式标线，仍然使用旧式英制单位的美国民间对角分主观上更加习惯认同一些。

#### “圣诞树”标线

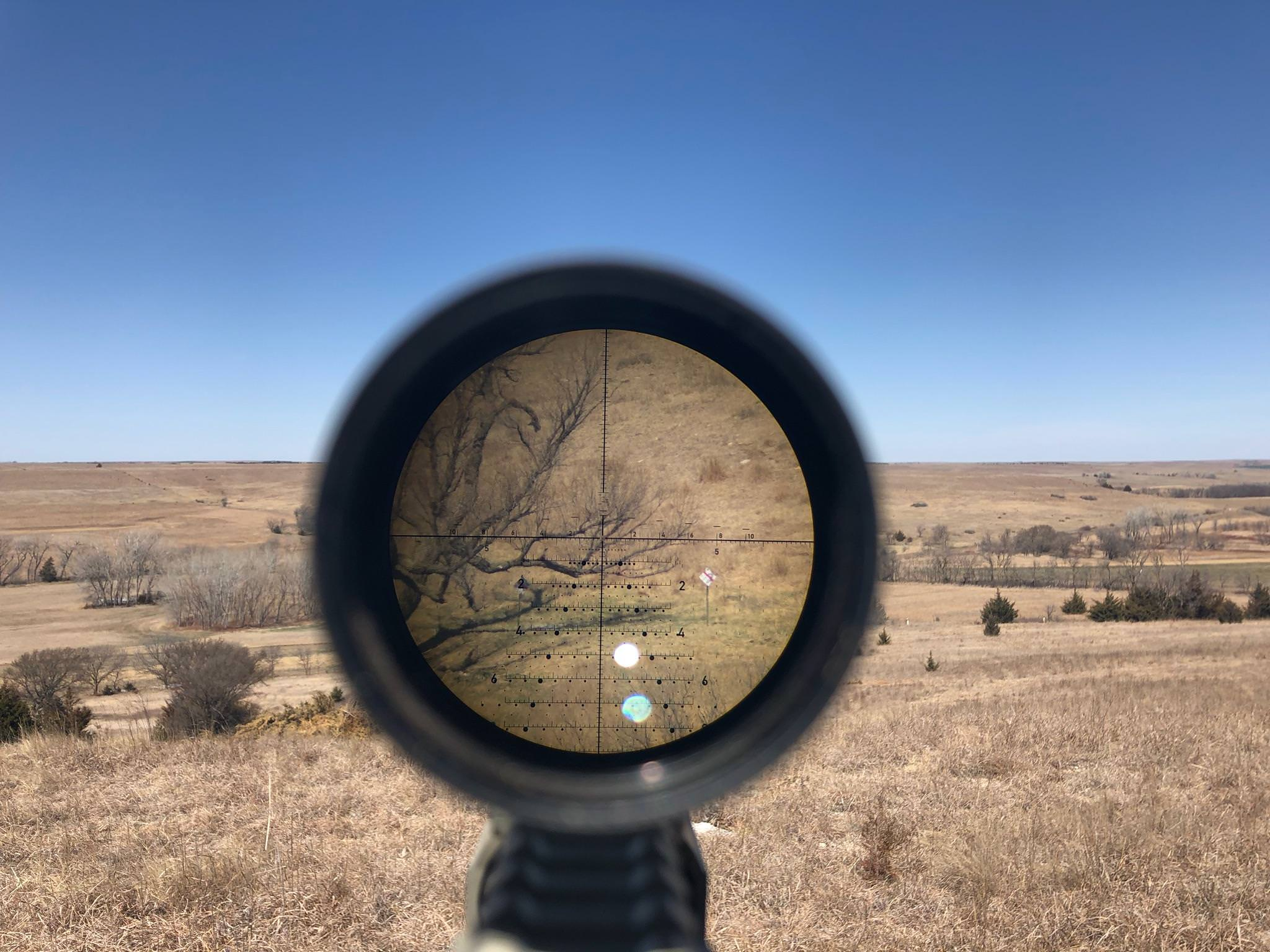
Horus Tremor 3“圣诞树”标线

因为在长距离射击的时候，外弹道会带有很明显的下坠，而且侧向风吹对弹道的影响也尤其明显，因此射手在连续射击时经常需要采用瞄准目标侧上方某处的方式来迅速修正弹着点。这种不依赖机械调节瞄准镜的校准方法称为“置瞄”（holding），通常将瞄向目标上方称为“上置”（holdover），将瞄向上风位置称为“前置”（leading，在美国也俚称“肯塔基风偏”）。许多为远程射击而设计的刻度式瞄准镜会在准心下方的两个象限（第三和第四象限）中额外画有参照标识来帮助射手调整——通常是间隔0.2密位或0.5角分的小点或“+”符号。这些参照标识组成的密集排列通常越靠下方覆盖的宽度越大，使得整个阵列呈等腰三角形或等腰梯形，在中央垂直轴标线的衬托下形似西方民间用来造圣诞树的云杉树冠。这类“上置式”的标线也因此被俗称“圣诞树标线”（Christmas tree reticle）。比较著名的圣诞树标线包括GAP G2DMR、Horus TReMoR2和H58/H59、Vortex EBR-2B和Kahles AMR等等。

#### BDC标线

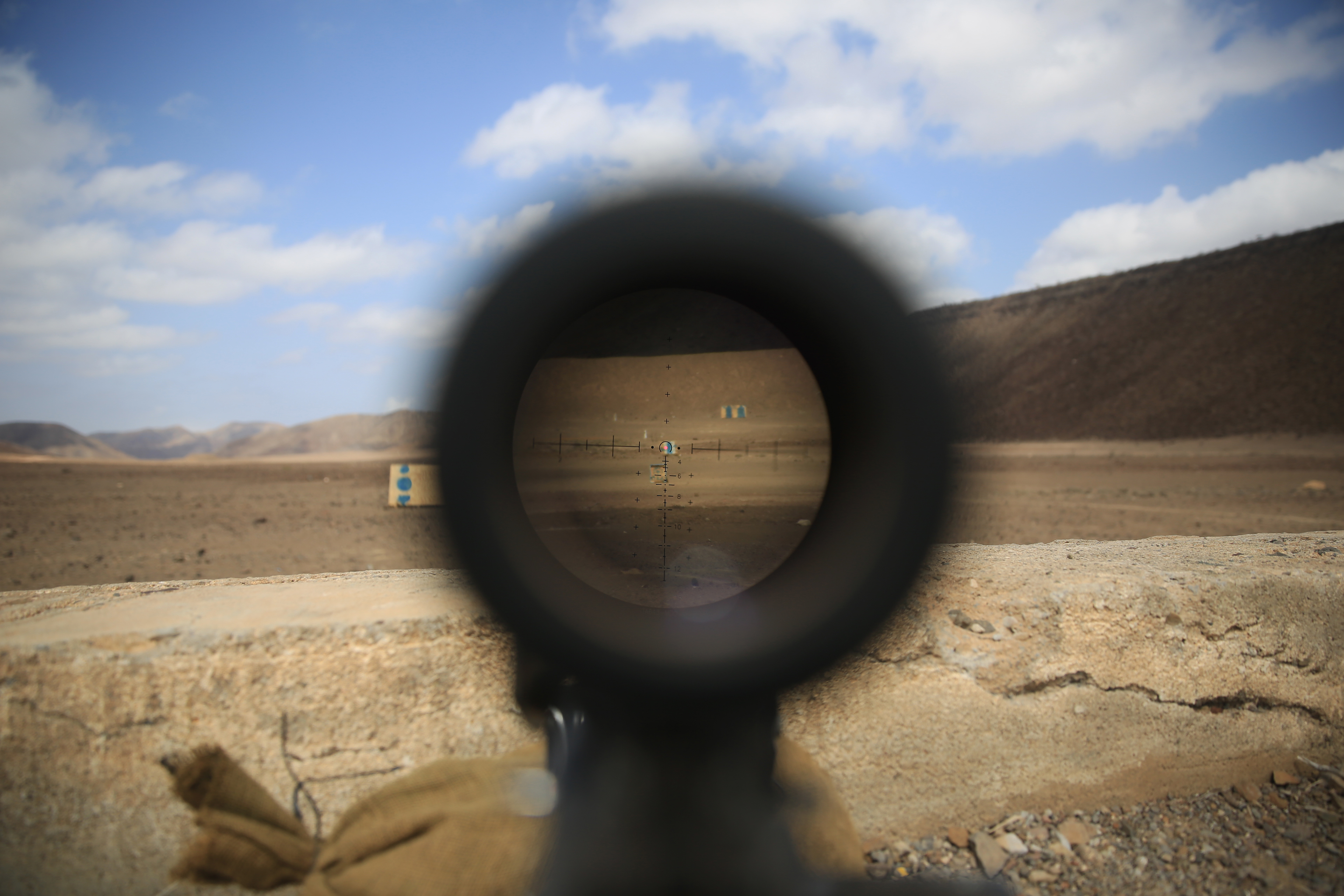
美军M240B机枪的TA648MGO-M240所使用的BDC标线，标线刻度上的数字表示百米数，刻度线的横向宽度可以直接用来估测距离

一些为指定型号枪械和弹药所设计的瞄准镜上有弹坠补助（bullet drop compensation，简称BDC）的设计，来补助测算平射情况下子弹在重力影响下飞行产生的弹道下坠。这种设计也就是制造厂家在设定一个标准枪口初速和空气密度条件下，将子弹在不同目标距离上自由飞行的下落距离预先测试好，并且在瞄准镜的标线上用刻度画出来，让使用者可以更加方便迅速的估算射击时所需的弹道仰角。许多军用BDC标线的刻度还可以帮助估测距离，常见的方式是用刻度线的横向长度对应其距离上的普通男性肩宽（约22英寸或56）所对应的视野宽度，这样射手在瞄准时直接找到与目标宽度相应的刻度线后就可以估算距离并立即射击。
因为弹坠补助设计依赖于预先假设的外弹道条件，因此通常只对某些指定的枪管—弹药组合有效，如果枪械的型号状况和弹药的性能发生了变化，就不再准确了。因为军用制式枪械和弹药的型号搭配通常比较标准化，因此在专门为军用设计的瞄准镜（比如美制的ACOG和苏制的PSO-1）上经常会在标线和调整拨盘上画有预先校对的在特定距离上的弹坠补助刻度。在枪械型号和弹药搭配更加多样化的民用市场，弹坠补助较为少见，但是如果客户愿意提供枪弹信息一些制造厂家也会提供相应特制的设计选项。同时弹坠补助设计基本上不考虑偏离预设条件以外的环境因素，潜在误差在长距离上更为明显，因此通常只用于不太追求极致精度的中近距离射击。追求高精度远程射击的高端射手基本上不会考虑选择弹坠补助的标线设计。

### 聚焦平面

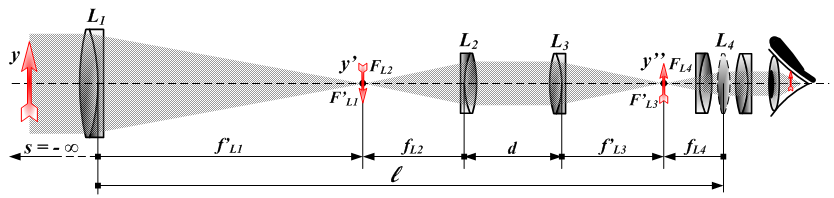
瞄准镜内部设计的示意图，其中L1和L2镜片间的焦点处（红箭头）为第一（前）焦平面，L3和L4镜片间的焦点处为第二（后）焦平面

因为瞄准镜是以折射望远镜的原理为基础设计的，因此镜内有两个聚焦平面（focal plane）可以用来放置标线：物镜与正像镜之间的第一焦平面（first focal plane，简称FFP或1FP，也称前焦面或物方焦面），以及正像镜与目镜之间的第二焦平面（second focal plane，简称SFP或2FP，也称后焦面或像方焦面）。在固定放大倍数的瞄准镜上，标线放在哪个焦平面上都无所谓；但是如果是可变倍数设计的瞄准镜，位于第一焦平面的标线会随着目标图像一起同步放大或缩小，而位于第二焦平面的标线则会忽视目标保持自己的尺寸不变。
在使用测距型标线（比如密位点）的时候。因为标线和目标间的尺寸比例依赖于放大倍数，第二焦平面设计的标线只在一个指定倍数（通常是最大倍数）上才会发挥可靠的瞄准校正作用，一旦倍数改变就会导致标线上的刻度变得不准。因此计算公式必须考虑到倍数差，成为“目标距离＝目标长度或宽度÷目视密位值×1000×(当前倍数÷指定倍数)”，有些厂家制造的瞄准镜为了方便这种计算会特意将指定倍数设计在10倍。第一焦平面设计的标线则没有这个换算问题，但是因为标线随着放大倍数同步变化，会出现标线变得太粗或太细导致使用者在观瞄的时候无法同时看清目标或标线，特别是在低光环境下。此外，第一焦平面设计的制作成本通常要高于同等质量水平的第二焦平面设计，因此目前市面上绝大多数中低价码的主流瞄准镜除非特殊标明，基本上都是第二焦平面设计的产品。
虽然通常价码较贵，但是因为使用起来更加方便可靠，越来越多追求精度的射手仍然倾向于第一焦平面的瞄准镜设计。同时为了解决第一焦平面标线在极端倍数过粗过细干扰图像的问题，现在一些厂家已经试着推出新的双焦面（dual focal plane，简称DFP）设计的高端产品，只在第一焦平面放置刻度标码，准心和十字线被挪到了第二焦平面，使用时两个焦平面的图像重叠。这种新设计的成本要远远高于普通的第一焦平面和第二焦平面产品。

### 标线照明
在低光条件下使用时，标线往往会因为整体亮度太低而难以看清，因此就有了照明标线的需求。能够根据使用情况来调节照明的亮度是至关重要的，因为太亮的标线会导致射手的瞳孔收缩使其无法看清目标背景。
标线照明通常是由干电池供电的发光二极管提供的（但也有用其他类型的电子光源），通常由后向前照射在标线上，然后反射到使用者的眼里。因为红光对人眼在低光情况下的影响最少，因此通常使用的都是红光。放射性同位素，比如氚，也可以被用来作为照明标线的光源，通常可以坚持8～10年才会因为放射性衰变丧失亮度。使用氚光源的著名产品有Trijicon的ACOG、ELCAN的C79和Trilux的SUSAT等等。此外，一些产品则使用光导纤维来收集并强化环境光来达到照明效果。

### 视差校正

视差效应的原理，图中十字星所对应的是瞄准镜标线的准心

视差校正的差别

如果目标图像没有处在与标线一致的光学平面上（目标的焦面在标线的焦面前方或后方），就会出现视差效应。在这种情况下，人眼在目镜后方观察位置的细微变化（比如头部稍有移动）都会导致标线和准星发生移动到目标的不同位置上，使得瞄准时产生误差，影响射击精度。为了应对这个问题，中高端的瞄准镜通常都有视差校正设计，也就是让准镜内部的光学部件可以移动，来调整将标线和目标挪到同一焦面上。视差校正的设计通常有以下几种：
- 可调物镜式（adjustable objective，简称AO），用可以移动的物镜组来调整前后焦平面的位置与镜内固定的标线重合；
- 侧面调焦式（side focus，简称SF），用主管侧面（通常是左边）的拨盘来调整镜管内正像镜组里的可移动标线的前后位置与焦平面重合。一些追求能够细微调校的型号会使用较大直径的拨轮，因此也称侧轮式（sidewheel）。这种设计比AO式更复杂、成本更高，价码也更昂贵，但是人机工效更优也更受消费者欢迎，因为使用者不需要改变射击姿态就可以随意进行调整；
- 后方调焦式（rear focus，简称RF），非常罕见的设计，基本上只能出现在固定倍数的瞄准镜上，调焦拨轮与镜管同轴并且处于通常倍数轮所在的位置，可以调整第二焦平面标线的前后位置时期与目标图像的焦平面重合。在固定倍数瞄准镜上，RF式设计使用起来比AO式更方便（因为拨轮位置更靠近使用者），人机功效虽不如SF式但造价和可靠性上有优势。

在观测较远距离的目标时人眼位置变化产生的视线角度变化，要大大小于观测较近距离目标时的视角变化。如果只用来瞄准远距离目标，瞄准镜即使没有视差校正设计精度也不会太受影响。因此市面上大部分用来打猎的中低端价位瞄准镜通常只设计有一个固定的最佳视差距离（通常在100码），因为打猎距离通常不会超过300码，对远程精度的要求并不是那么严格。一些比赛用或军用的瞄准镜可能会有固定在200或300码的视差设定，在比这个距离稍远或稍近的距离上，即使有细微的视差也通常不会太影响射击效果。但如果是在凸缘底火枪械、气枪、手枪、霰弹枪和前膛枪这类有效射程较短的武器上使用，视差造成的影响就不可小视了。因此这类短程武器上使用的瞄准镜，通常都要求带有视差校正的设计，有些特殊型号甚至可以把视差设置调整到个位数距离。

## 调节控制

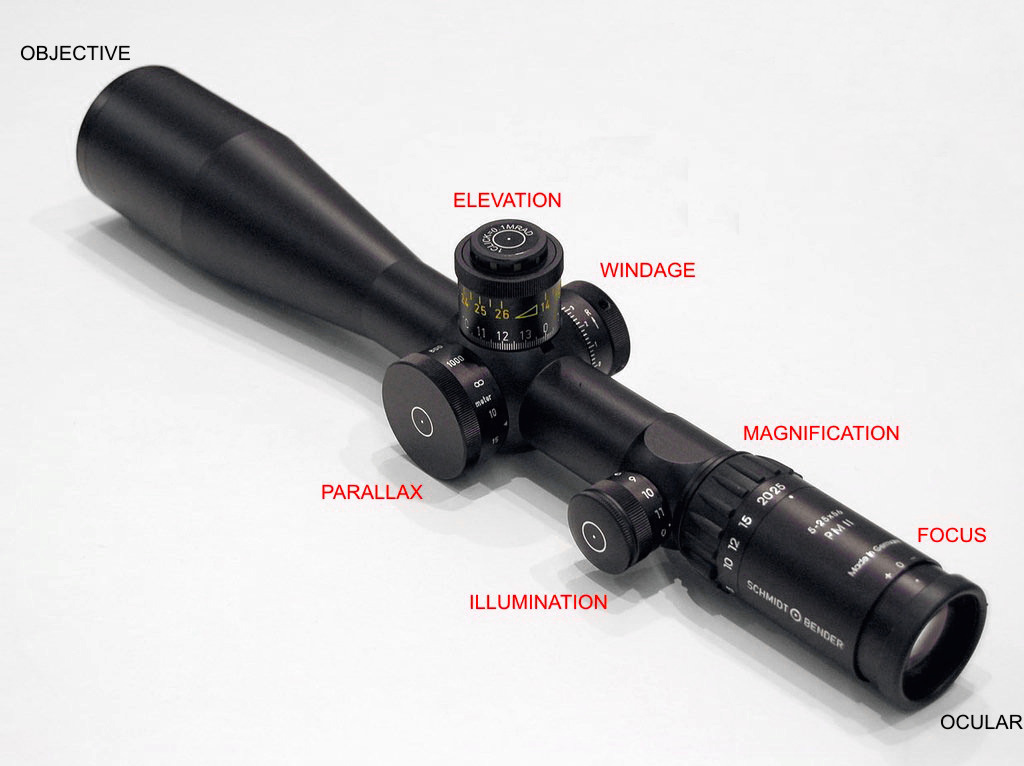
施密特-本德 PM II LP瞄准镜上的手拨调节旋钮

因为瞄准镜其实是有额外特殊功能的折射望远镜，是一种复杂的光学仪器，因此能够细微调控各个部件对发挥所有的潜能来说非常重要。通常在设计上，瞄准镜会有以下的手动调节控制：
- 目镜焦度（Ocular focus，也称ocular diopter）：用来调整标线的聚焦和清晰度。通常处于目镜周围。
- 仰角（Elevation）：用来调整标线和准心的垂直位置。通常处于镜管中央的上方。
  - 现今一些高端瞄准镜会在仰角调整旋钮上设计有“归零锁定”（zero-stop，也称zero reset或turret reset）功能，让使用者可以在将瞄准镜校准后根据自己枪械和使用情况手动将校定的瞄准点锁定为极限，使得在调整仰角时无法将标线调低于锁定点，无论如何拨弄都不会失去归零点。这种设计在长距离射击需要修正瞄准点时非常有用。
- 风偏（Windage）：用来调整标线和准心的水平位置。通常处于镜管中央的右边。
- 放大倍数（Magnification）：用来调整图像的光学放大程度。通常处于目镜管前方与镜管连接的地方。
- 视差（Parallax）：用来调整标线和目标图像的焦面差。通常处于物镜周围（AO式）或镜管中央的左边（SF式）。
- 照明（Illumination）：用来调整标线照明光的强度。通常处于镜管中央左边（如果没有SF式视差调节）或目镜管的上方。

差不多所有现代瞄准镜都有前三个调节控制，第四个必须是可变倍瞄准镜上才能找到，而第五和第六个则属于特殊设计的高端瞄准镜上才会出现的选项。因为调节旋钮属于精密的机械部件，随着时间可能出现积尘、生锈、磨损老化的情况，因此使用过度或过少都会造成问题。
在调整仰角和风偏时，很重要的一个指标就是旋钮的调节值（adjustment value，也称adjustment increment或adjustment graduation）。因为调节旋钮内部通常设计有小滚珠，使得每旋转一个计量刻度时会产生细微的“咔哒”声和触感来提醒使用者，因此刻度值常常俗称为“咔哒值”（click value）。绝大多数中低价码的瞄准镜采用的都是¼角分的刻度值，而更加精密的中高端的产品则常常使用0.1密位的刻度值。在选择瞄准镜时，非常需要考虑的一个因素就是调节刻度值的单位是否和标线上的刻度单位相符（密位式标线配密位刻度值的旋钮，角分式标线配角分刻度值的旋钮），否则在实际使用时会产生麻烦。举个例子，如果瞄准镜使用的是密位式标线，但是调节刻度值是¼角分，而1角分大致等于0.29密位，旋钮每调节一刻度相当于移动标线刻度的13.75分之一，射手在试图用标线目测校对弹着点时几乎无法方便的估算需要旋钮转动几个刻度。市面上大多数大众价位的产品出于成本考虑，用密位式标线也配备了¼角分刻度值的调节旋钮。如果用没有刻度的十字线标线，则使用什么刻度值都无关紧要。
一些老式瞄准镜甚至没有仰角和风偏调节功能，而是依赖特殊设计的镜环或安装基座来提供调节。一些现代的安装基座（比如皮卡汀尼导轨）则特别设计有固定前后高度差（比如前倾20角分、40角分甚至60角分）的款式，来辅助瞄准镜本身进行比较极限的仰角调节，以防对镜体内部的部件造成太大的机械负担。一般来说，可调式基座的适应性更强，但固定倾斜度的基座在面对射击后坐力时更加牢固耐用和可靠。

## 附件
瞄准镜通常可以配有的附件包括：

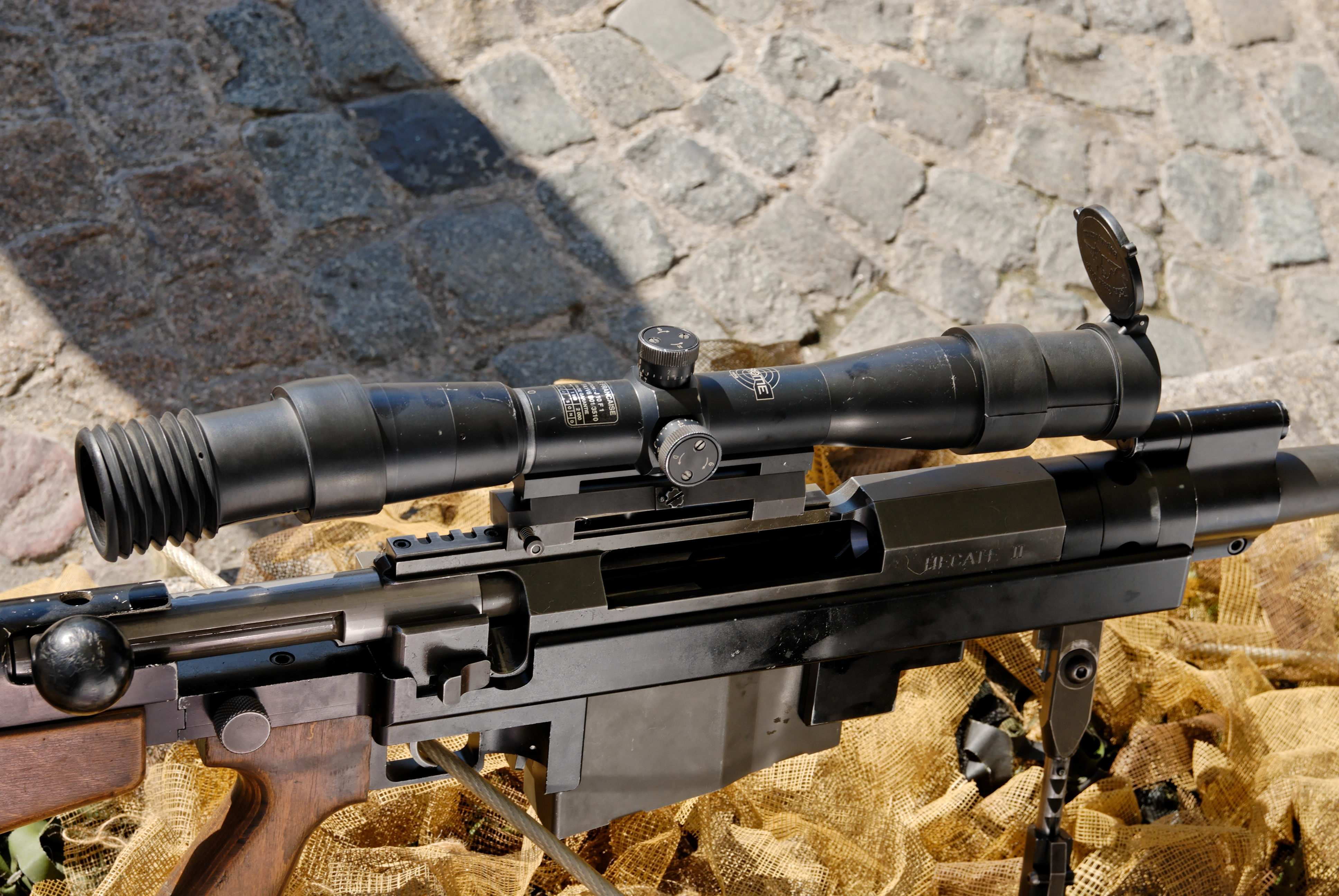
装配在PGM Hécate II狙击步枪上的Scrome LTE J10 F1瞄准镜，目镜配有遮光罩，物镜配有翻开式保护盖

- 遮光罩（lens hood）：安装在镜头外端来遮挡可能干扰图像清晰度的杂光，通常安装在物镜上用来遮挡强烈日光或是清除枪管热气产生的蜃景。一些用有弹性材料制造的遮光罩还可以装在目镜一侧来缓冲后坐力防止镜框撞到射手的眼睛和脸上，并方便射手迅速找到最佳适眼距。
- 保护盖（lens cover，也称lens cap）：罩在镜片外部用来保护物镜和目镜不因为裸露在外而受到意外损伤，通常有嵌入式（clip on）、套入式（slide over）和翻开式（flip open）三种。
- 滤光器（optical filter）：可以在不同光线条件下有选择性的过滤所采集到的光谱以便优化图像质量。
- 防反光板（Anti-Reflection Device，简称ARD）：也称KillFlash®，一种蜂巢孔滤光板，用来减少物镜反光来防止暴露射手的位置。
- 防激光过滤片（laser filter）：用来保护使用者的眼睛不受外来激光照射伤害，通常在制造时就安装在瞄准镜内部。
- 拨轮（index wheel）：可以替换或套在调节旋钮的外面来方便细微手动调节。
- 保护套（scope cover）：罩在瞄准镜外面来保护整个镜体不受日晒雨淋的外套

## 外部連結
- MILS and MOA （页面存档备份，存于）
- AllWorldWars.com （页面存档备份，存于）